# EFootball
EFootball is een computerspelserie van voetbalspellen die is ontwikkeld en uitgegeven door Konami. In Japan en Zuid-Korea worden de spellen uitgebracht onder de naam eFootball Winning Eleven. De spelserie was van 2001 tot en met 2019 bekend onder de naam Pro Evolution Soccer of PES.

## Ontwikkeling
De bedenker van de spelserie is Shingo "Seabass" Takatsuka. Alle spellen werden ontwikkeld en uitgegeven door Konami.
EFootball bevat volgens Konami een free-to-play-principe. Hiermee is het spel gratis bespeelbaar, maar dat voor specifieke onderdelen betaald moet worden, zoals nieuwe speltypen. Ook krijgt eFootball ondersteuning voor multiplatform. Zo wordt het mogelijk dat spelers met een PlayStation ook tegen spelers met een Xbox of PC kunnen spelen.

## Licenties
Pro Evolution Soccer beschikt niet over alle licenties van de ploegen, waardoor via copyrightproblemen niet alle spelers-, stadions- en clubnamen kloppen. Net als bij concurrent FIFA van EA Sports. Met updates afkomstig van fans, kan men dit grotendeels verhelpen en echte spelers-, stadions- en clubnamen zelf in aan het spel toevoegen.

## Lijst van spellen

### Pro Evolution Soccer
- Pro Evolution Soccer
- Pro Evolution Soccer 2
- Pro Evolution Soccer 3
- Pro Evolution Soccer 4
- Pro Evolution Soccer 5
- Pro Evolution Soccer 6
- Pro Evolution Soccer 2008
- Pro Evolution Soccer 2009
- Pro Evolution Soccer 2010
- Pro Evolution Soccer 2011 (3D)
- Pro Evolution Soccer 2012
- Pro Evolution Soccer 2013
- Pro Evolution Soccer 2014
- Pro Evolution Soccer 2015
- Pro Evolution Soccer 2016
- Pro Evolution Soccer 2017
- Pro Evolution Soccer 2018
- Pro Evolution Soccer 2019

### eFootball
- eFootball PES 2020
- eFootball PES 2021 Season Update
- eFootball PES 2021 Season Update
- eFootball PES 2022
- eFootball PES 2023